# Disqueratosis congénita
El síndrome de Zinsser-Cole-Engman, o disqueratosis congénita es una enfermedad genética rara y progresiva causada por defectos en la función de los telómeros y que se caracteriza por anomalías del sistema integumentario y complicaciones  en la médula ósea y en los pulmones, además de predisposición a algunos tipos de cáncer.
Se caracteriza clásicamente por la tríada de distrofia de las uñas, leucoplasia de la mucosa oral y pigmentación anómala de la piel, tal y como fue descrito por primera vez por Zinssery posteriormente por Engmann y Cole.

## Epidemiología
La disqueratosis congénita es una enfermedad rara. Se desconoce su prevalencia, aunque se estima en 1:1000000; según datos del NIH estadounidense habría en marzo de 2022 de ochocientos a mil personas afectadas. En el registro de disqueratosis congénita fundado en el Hospital Hammersmith de Londres había identificadas en 2009 cuatrocientos setenta pacientes pertenecientes a trescientas trece familias.Sin embargo, la prevalencia podría ser mayor si se tienen en cuenta los casos de fibrosis pulmonar familiar debidos a telomeropatías.

## Etiología
La disqueratosis congénita es una enfermedad hereditaria, causada por mutaciones germinales en genes que regulan los telómeros. Con mayor frecuencia está causada por la mutación en el gen DKC1, que se transmite de forma recesiva ligada al cromosoma X. DKC1 codifica una ribonucleoproteína pequeña nucleolar asociada a la telomerasa llamada disquerina. En otros casos, se transmite de forma autosómica dominante, como en el caso de las mutaciones en los genes TERC y TINF2; autosómica recesiva (NOP10, NHP2, WRAP53, CTC1), o de forma tanto autosómica dominante como recesiva (mutaciones en el gen TERT).
Existen también casos esporádicos o de novo, es decir, que no aparecen de forma hereditaria. En esos casos, el defecto ocurre en la interacción de TERF1 con el gen TINF2.
En total, se han descrito variantes en dieciocho genes que regulan el mantenimiento de los telómeros relacionadas con el síndrome, entre los que se encuentran: DKC1, TERC, TERT, NOP10, NHP2, ACD, TINF2, POT1, CTC1, STN1, WRAP53, RTEL1, PARN, NAF1, y ZCCHC8.

## Manifestaciones clínicas
La enfermedad se manifiesta con alteraciones mucocutáneas (en la piel y mucosas), como la  presencia de displasia en las uñas, adermatoglifia, leucoplaquia oral (visible comúnmente en la lengua), pigmentación reticular de la piel, hiperqueratosis en palmas y plantas. También afecta a los ojos, con la presencia de epífora o lagrimeo continuo, causado por la estenosis del conducto lacrimal.
La insuficiencia medular es muy frecuente, afectando al 90% de los casos en la segunda década de la vida.
Las personas afectas tienen más riesgo que el resto de la población en padecer algunos tipos de cáncer, como cáncer de cabeza y cuello y de la región anogenital, carcinoma de esófago y adenocarcinoma gástrico, y enfermedades malignas de la médula ósea, como síndrome mielodisplásico, leucemia mieloide aguda y linfoma.
Otras complicaciones frecuentes son las malformaciones pulmonares arteriovenosas, la enfermedad hepática, la estenosis uretral, estenosis de esófago y la necrosis avascular de la cadera y/o de hombros, entre otros.
Los síndromes de Hoyeraal-Hreidarsson, Revesz y Coats plus se consideran formas graves de disqueratosis congénita. En el síndrome de Revesz causa retinopatía exudativa, aplasia medular grave, crecimiento intrauterino retardado. Por otro lado, el síndrome Coats plus (microangiopatía cerebro-retinal con calcificaciones y quistes, CRMCC1 en sus siglas en inglés) cursa con enfermedad de Coats bilateral, insuficiencia medular, calcificaciones en el sistema nervioso central, leucodistrofia, telangiectasias vasculares y sangrado gastrointestinal. Está causado principalmente por mutaciones bialélicas en el gen CTC1.

## Diagnóstico
Los criterios diagnósticos esenciales son la demostración del acortamiento de los telómeros (por debajo del primer percentil) en los leucocitos, en una muestra de sangre, y los hallazgos clínicos característicos en la piel, uñas y boca. Criterio diagnóstico opcional pero deseable es la demostración de las variantes patogénicas en los genes afectados.
El diagnóstico diferencial debe hacerse con otros síndromes que cursan con displasia de uñas, como el síndrome Nail-patella o la poiquiloderma con neutropenia, así como síndromes de fallo medular congénito, como la anemia de Fanconi, el síndrome de Schwachman-Diamond o la eritroblastopenia congénita de Blackfan- Diamond, y con la fibrosis pulmonar idiopática.

## Tratamiento
Hasta la fecha, no existe un tratamiento de la causa del síndrome. 
En el caso de que el paciente presente una insuficiencia medular, el único tratamiento curativo es el trasplante alogénico de progenitores hematopoyéticos. Sin embargo, deben ser sopesados riesgos y beneficios esperados mediante la evaluación por un comité experto.